# Civil War (2024)
Civil War ist ein Spielfilm von Alex Garland aus dem Jahr 2024. Die Geschichte des Actionfilms ist in naher Zukunft angesiedelt und erzählt von den Vereinigten Staaten, die sich in einem Bürgerkrieg befinden. Die Hauptrollen übernahmen Kirsten Dunst, Cailee Spaeny, Wagner Moura, Stephen McKinley Henderson, Jesse Plemons und Nick Offerman. Die britisch-amerikanische Koproduktion wurde im März 2024 beim Filmfestival South by Southwest (SXSW) uraufgeführt. Der deutsche Kinostart war am 18. April 2024.

## Handlung
Die USA in naher Zukunft: Das Land befindet sich erneut im Bürgerkrieg. Der Präsident übte eine verfassungswidrige dritte Amtszeit aus und löste unter anderem das FBI auf. Das US-Militär verteidigt sich gegen die Streitkräfte von Texas und Kalifornien, welche zusammen mit anderen Staaten die Western Forces gebildet haben, und gegen die Florida Alliance, welche sich ebenfalls in Sezession mit den USA befindet.
In Brooklyn rettet die Kriegsfotografin Lee Smith die angehende Fotojournalistin Jessie Cullen vor einem Selbstmordattentat. Lee versucht gemeinsam mit ihrem Kollegen Joel, den Präsidenten für ein spektakuläres, letztes Interview zu erreichen. In einem Hotel stoßen Lees Mentor Sammy und auch Jessie zu ihnen. Ihr vorläufiges Ziel ist Charlottesville, wo sich die Streitkräfte der Western Forces für die Einnahme von Washington, D.C. am Unabhängigkeitstag sammeln.
Auf dem Weg halten sie bei einer Tankstelle an, wo sie mit kanadischen Dollar Benzin kaufen, da der amerikanische Dollar aufgrund des Krieges stark an Wert verloren hat. Jessie entdeckt zwei schwerverletzte, gefolterte Männer, die in einer Autowaschanlage von der Decke hängen. Einer der Besitzer der Tankstelle behauptet, es würde sich um Plünderer handeln. Einer der beiden sei mit ihm sogar in die High School gegangen. Lee macht ein Foto des Inhabers mit den beiden Geschundenen. In der Folge ärgert sich Jessie, dass sie nicht selbst daran gedacht hatte.
Später begleiten die Journalisten eine Gruppe Rebellen bei einem Schusswechsel mit Loyalisten. Unter anderem fotografieren sie einen verblutenden Rebellen sowie die Hinrichtung dreier Loyalisten, nachdem sich diese ergeben haben. Die folgende Nacht verbringen sie in einem Flüchtlingslager. Tags darauf besuchen sie eine Boutique in einer Stadt, welche sich aus den Kriegswirren versucht herauszuhalten.
Als sie ihre Fahrt fortsetzen, geraten sie in ein Scharfschützengefecht. Bei einem kurzen Gespräch zwischen ihnen und zwei der Soldaten stellt sich heraus, dass diese gar nicht wissen, zu welcher Fraktion der gegnerische Scharfschütze gehört. Nach einigen Minuten gelingt es den beiden Soldaten, ihren Gegner, der sich in einem Haus in der Nähe verschanzt hat, zu erschießen.
Während ihrer Weiterfahrt treffen sie auf ihre Kollegen Tony und Bohai. Tony und Jessie wechseln in einer waghalsigen Aktion die nebeneinander fahrenden Fahrzeuge, und Bohai beschleunigt mit Jessie im Fahrzeug. Als die anderen es schaffen aufzuschließen, finden sie das Fahrzeug leer vor. Bohai und Jessie werden von zwei uniformierten Männern, die gerade dabei sind, Leichen von Zivilisten in einem Massengrab zu vergraben, mit vorgehaltener Waffe gefangen gehalten. Bei dem Versuch, die Soldaten zu überreden, ihre Kollegen freizulassen, erschießt einer der Soldaten Bohai. Er befragt die anderen, woher sie kommen, und erschießt auch Tony, als dieser zugibt, aus Hongkong zu kommen. Als er sich anschickt, auch die anderen zu ermorden, rast Sammy mit dem Presseauto in die Gruppe, wobei er einen der beiden Soldaten überfährt, und befreit die Journalisten. Jedoch wird er bei seiner Rettungsaktion von einer Kugel des verbleibenden Soldaten getroffen und stirbt kurz darauf.
Die verbliebenen Reporter erreichen das Militärlager der Western Forces in Charlottesville. Dort erfahren sie, dass sich die meisten Loyalistentruppen bereits ergeben haben und der Sturm auf Washington und das Weiße Haus nun kurz bevorsteht.
Tags darauf begleiten sie eine Gruppe Soldaten beim Sturm auf das Weiße Haus. Die Verteidiger versuchen ein Ablenkungsmanöver, indem sie vortäuschen, der Präsident wolle mit seinem Fahrzeug, The Beast, fliehen. Das Auto des Präsidenten und die eskortierenden Fahrzeuge werden schnell gestoppt und die Insassen von Soldaten erschossen. Lee durchschaut den Trick früh und überredet die Gruppe, alleine zum Weißen Haus zu gehen, um den Präsidenten zu finden. Mehrere Soldaten beobachten dies aber und folgen ihnen. Eine Agentin des Secret Service, die versucht, mit den Soldaten zu verhandeln, wird getötet. Beim anschließenden Feuergefecht mit den letzten Verteidigern verhält sich Jessie sehr risikobereit. Als sie sich beim Versuch, ein Foto zu machen, in eine exponierte Lage begibt, wird sie von Lee zu Boden gestoßen. Diese findet daraufhin im Kugelhagel den Tod, während Jessie sie fotografiert.
Nachdem sie gemeinsam mit den angreifenden Soldaten zum Präsidenten im Oval Office vorgedrungen sind, bittet Joel ihn um ein letztes Statement. Dieser antwortet mit „Lassen Sie nicht zu, dass sie mich umbringen“ (im englischen Original: "Don't let them kill me.") und wird im Anschluss von den Soldaten erschossen. Jessie fotografiert alles und macht eine Aufnahme mit den Soldaten, welche über der Leiche des Präsidenten posieren.

## Hintergrund
Civil War ist der vierte realisierte Spielfilm des Briten Alex Garland. Auch zeichnete er sich für das Drehbuch verantwortlich. Civil War spiele an einem unbestimmten Punkt in der Zukunft, laut Garland gerade weit genug, um keine „Anmaßung“ hinzuzufügen und als Science-Fiction-Allegorie für das „gegenwärtige polarisierte Dilemma“ durchzugehen. Für die Hauptrollen verpflichtete er Kirsten Dunst, Cailee Spaeny, Wagner Moura, Stephen McKinley Henderson, Jesse Plemons, Nick Offerman sowie Sonoya Mizuno. Mit Spaeny, McKinley Henderson, Offerman und Mizuno hatte Garland zuvor unter anderem auch an seiner Fernsehserie Devs (2020) zusammengearbeitet. Auch mit den Produzenten Andrew Macdonald und Allon Reich, den Komponisten Geoff Barrow und Ben Salisbury, Kameramann Rob Hardy und Editor Jake Roberts hatte er bereits Erfahrung gesammelt.
Die Dreharbeiten begannen ab März 2022 in Atlanta. Ein weiterer Drehort war London.
Für das Unternehmen A24 ist Civil War die bis dahin teuerste Produktion nach Beau Is Afraid. Die Produktionskosten werden mit 75 Mio. US-Dollar angegeben. Branchendienste gingen davon aus, dass es sich auch um den bislang teuersten Film in Garlands Karriere handle.

## Synchronisation
Die deutschsprachige Synchronisation entstand bei Cinephon Filmproduktions in Berlin nach einem Dialogbuch und unter der Dialogregie von Pierre Peters-Arnolds.
| Rolle        | Darsteller                 | Synchronsprecher    |
| ------------ | -------------------------- | ------------------- |
| Lee          | Kirsten Dunst              | Marie Bierstedt     |
| Joel         | Wagner Moura               | Martin Kautz        |
| Jessie       | Cailee Spaeny              | Paulina Rümmelein   |
| Sammy        | Stephen McKinley Henderson | Uli Krohm           |
| Soldat       | Jesse Plemons              | Vincent Fallow      |
| US-Präsident | Nick Offerman              | Oliver Siebeck      |
| Anya         | Sonoya Mizuno              | Johanna von Gutzeit |
| Dave         | Jefferson White            | Fabian Oscar Wien   |

## Veröffentlichung und Rezeption
Civil War wurde am 14. März 2024 beim amerikanischen Filmfestival South by Southwest (SXSW) in Austin (Texas) uraufgeführt. Der reguläre Kinostart in Nordamerika war am 12. April 2024 im Verleih von A24. Der Film erhielt dort von der MPAA ein R-Rating, was einer Freigabe ab 17 Jahren entspricht. In deutschen Kinos lief der Film am 18. April 2024 an.
Der Film übernahm umgehend die Spitze der US-amerikanischen Kinocharts. Bis Ende April 2024 erreichte das Werk weltweit einen Box-Office-Gesamtumsatz von 71,6 Millionen US-Dollar. Davon entfielen 56,1 Millionen US-Dollar auf die Vereinigten Staaten und Kanada sowie 15,4 Millionen US-Dollar auf den Rest der Welt.
Auf der Website Rotten Tomatoes empfahlen 81 Prozent von mehr als 300 dort gelisteten professionellen Rezensenten den Film weiter. Civil War erhielt damit eine Bewertung von 7,3 von 10 möglichen Punkten. Der Konsens der Kritiker auf der Website lautet, dass Garlands Regiearbeit „von Natur aus hart und beunruhigend“ sei. Das Werk biete „einen packenden Einblick in die gewalttätige Ungewissheit des Lebens in einer Nation in der Krise“. Auf Metacritic erhielt der Film einen Metascore von 75 von 100 möglichen Punkten, basierend auf mehr als 60 ausgewerteten englischsprachigen Kritiken. Dies entspricht allgemein positiven („generally favorable“) Bewertungen.
Das Lexikon des internationalen Films vergab vier von fünf Sternen und bezeichnete den Film als „komplexe, mitunter auch verstörende Dystopie, die sich kritisch mit dem Zusammenhang zwischen Krieg und Berichterstattung und dem US-amerikanischen Imperialismus auseinandersetzt.“
Barbara Schweizerhof von epd film vergab ebenfalls vier von fünf Sternen und hob hervor, dass es sich bei dem Film die längste Zeit um ein „Roadmovie“ handle, der „das Dilemma der Kriegsfotografie“ ins Zentrum stelle und in dem Kirsten Dunst „den erschöpften Weltüberdruss“ darstelle.
Andreas Scheiner meint in der Neuen Zürcher Zeitung zu den im Film dargestellten Medienschaffenden: „Für die Story riskieren sie alles. Nur, wieso eigentlich? Das ist das erste Fragezeichen, das über diesem Film schwebt.“ Das Problem sei aber grundsätzlicher: „«Civil War» weicht den grösseren Zusammenhängen aus. […] Ein moderner Sezessionskrieg ist der Stoff der Stunde. Doch Garland abstrahiert die Prämisse so gründlich, dass sie ihre Dringlichkeit komplett verliert. […] Denn die Ausgangslage schreit nach Aufmerksamkeit, Kontroverse; ein Film behauptet Relevanz. Der Regisseur Garland gibt ihm aber keine“. Schreiner hält den Film für „reißerisch“ und „unpolitisch“, der sich in die Beliebigkeit flüchtet.
Der Filmkritiker David Hain gab dem Film auf Letterboxd zwei-einhalb von fünf Sternen: „Alex Garland entwirft einen Krieg, den er nur passieren lässt, den seine Protagonisten nur beobachten. Worum es geht scheint Niemanden mehr recht zu interessieren, weshalb Garland Erklärungen genauso ausspart wie er sich einem klaren Standpunkt verweigert. „Civil War“ kennt weder Seiten, noch Perspektive, will nichts ergründen, sondern zeigt lediglich mit dem Finger auf einen Konflikt und möchte offenbar andeuten: „Guck hin, so könnte das mal alles enden.“ So stark die Bilder teils sind, die Garland erzeugt, so schal bleibt der Unterbau seiner Erzählung, so banal ist die Message.“ Darüber hinaus lobte er allerdings die Darsteller und die "bedrückend realistischen Kampfhandlungen" zum Ende des Films.